# مستشفى ساهلغرينسكا الجامعي
مستشفى ساهلغرينسكا الجامعي ( السويدية: Sahlgrenska Universitetssjukhuset ) هو نظام من المستشفيات المرتبطة بأكاديمية ساهلغرينسكا في جامعة غوتنبرغ، غوتنبرغ، السويد .يعد المستشفى أكبر مستشفى في السويد بوجود مع 17000 موظف، وثاني أكبر مستشفى في أوروبا. يوفر الرعاية الطارئة والرعاية الأساسية لـ 700000 من سكان مقاطعة غوتنبرغ ويقدم رعاية متخصصة للغاية لـ 1.7 مليون من سكان غرب السويد.سُمي على اسم المحسن نيكلاس ساهلغرين.

## التاريخ

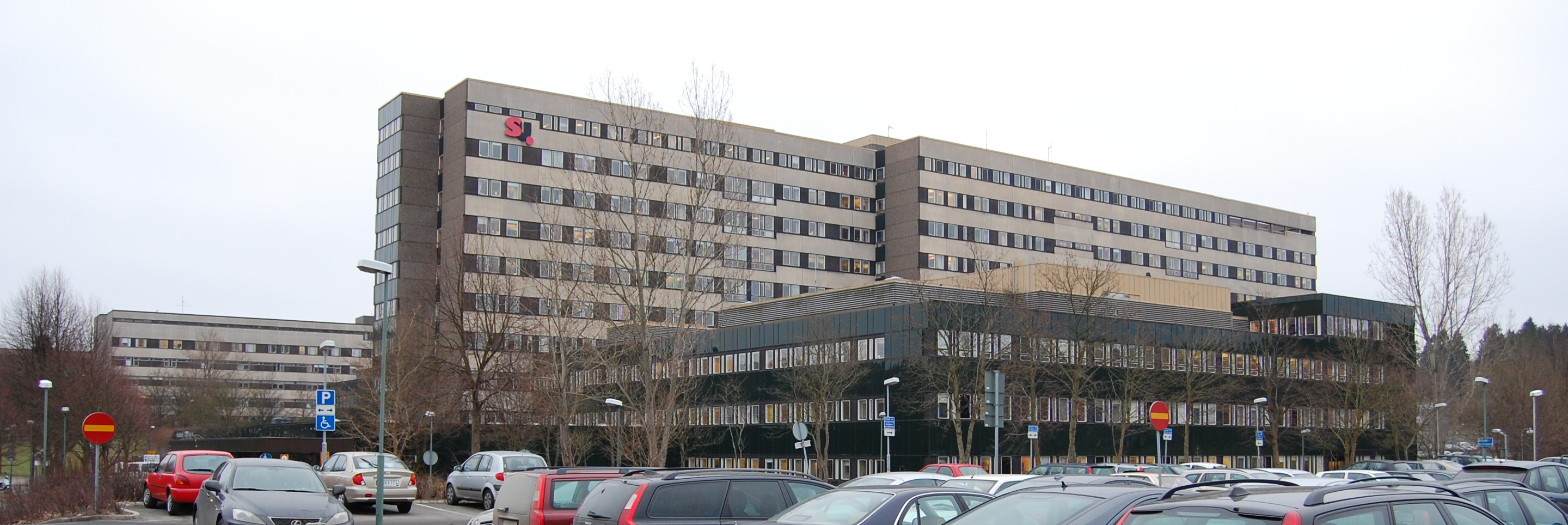
المستشفى

أسس مستشفى ساهلغرينسكا في عام 1772 بعد تبرع من نيكلاس ساهلغرين. في عام 1997، دمجت ثلاثة مستشفيات: مستشفى ساهلغرينسكا ، والمستشفى الشرقي ، ومستشفى مولندال لتشكيل المستشفى الحالي. يسيرالمجلس الإقليمي فاسترا جوتالاند مستشفى ساهلغرينسكا الجامعي منذ إنشائه في عام 1999.

### أكاديمية ساهلغرينسكا

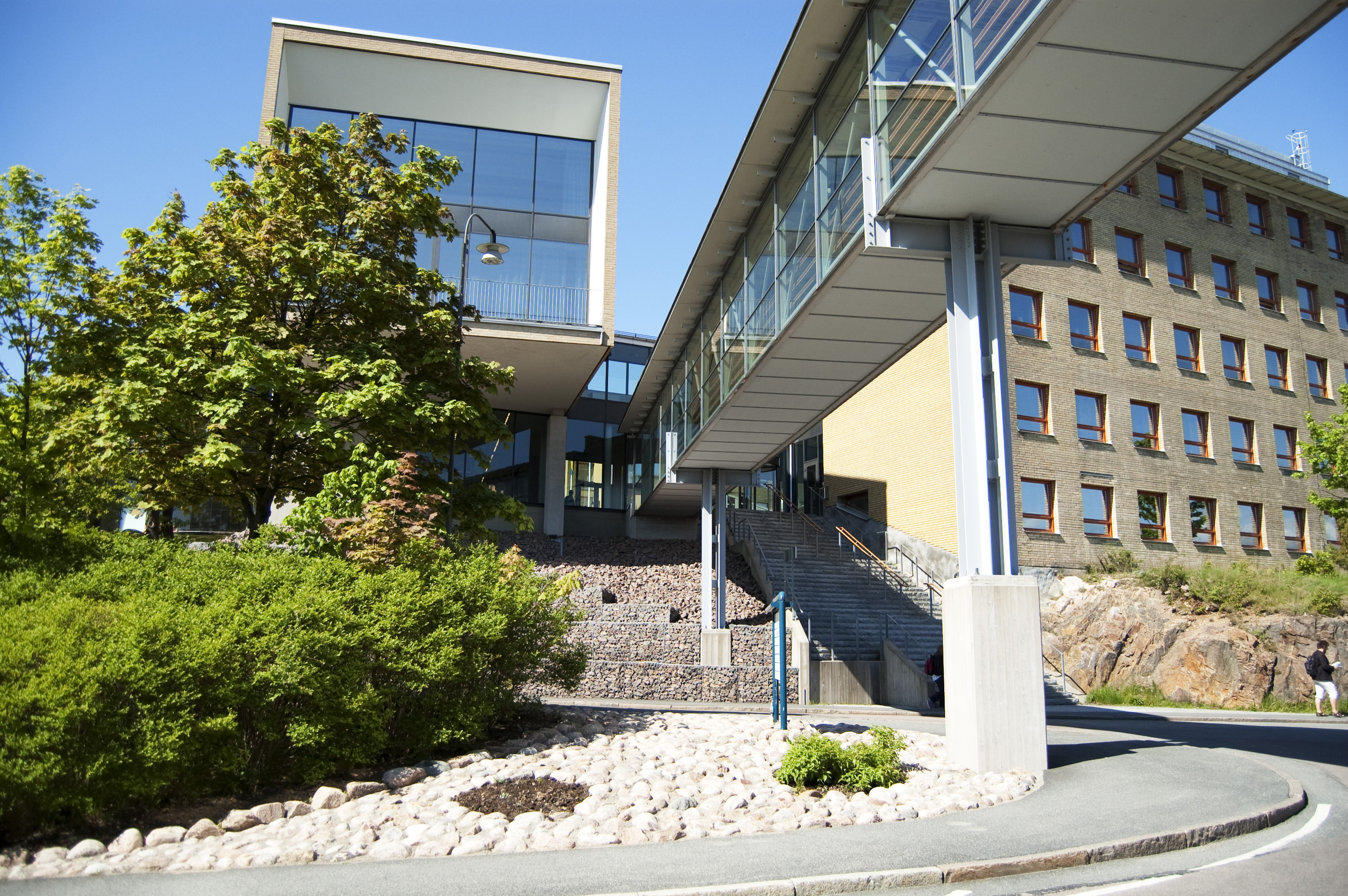
أكاديمية ساهلغرينسكا

## مشاهير
- نيلز كوك ؛ الرئيس السابق لهيئة الجراحة ؛ مطور إجراء جراحة Kock الحقيبة .
- ماتس برونستروم ؛ أستاذ أمراض النساء والتوليد. قائد الفريق وراء أول عملية زرع رحم ناجحة.
- كاثرينا سونرهاغن ، أستاذة طب إعادة التأهيل ؛ وضع إرشادات لإعادة تأهيل السكتة الدماغية